# Estelle Larrivaz
Estelle Larrivaz est une actrice et réalisatrice française.

## Biographie
Estelle Larrivaz a commencé sa carrière comme actrice au début des années 1990. Réalisatrice autodidacte, elle s'est fait connaître avec son premier long métrage, Le Paradis des bêtes, sorti en 2012, film récompensé par le Prix du public au Festival Premiers Plans d'Angers.
Elle est membre du collectif 50/50 qui a pour but de promouvoir l’égalité des femmes et des hommes et la diversité dans le cinéma et l’audiovisuel,.

## Filmographie

### Réalisatrice

#### Court métrage
- 2002 : Notre Père[5],[6]

#### Long métrage
- 2012 : Le Paradis des bêtes[7]

### Actrice
- 1992 : Bar des rails de Cédric Kahn
- 1992 : Beau fixe de Christian Vincent - Armelle.
- 1994 : Julie Lescaut (TV) épisode 2, saison 3 : Rapt, d'Élisabeth Rappeneau — Martine
- 1995 : Le Plus bel âge de Didier Haudepin
- 1996 : Chacun cherche son chat de Cédric Klapisch - Flo, la coiffeuse.
- 1996 : Irma Vep de Olivier Assayas - la standardiste.
- 1997 : Je ne vois pas ce qu'on me trouve de Christian Vincent - Françoise.
- 1998 : Restons groupés de Jean-Paul Salomé - Suzy.
- 2000 : Jet Set de Fabien Onteniente - Lydia.
- 2001 : Camera Café - Marion, La cousine de Fred
- 2002 : Irène de Ivan Calbérac - Sophie.
- 2003 : Le Pacte du silence de Graham Guit
- 2010 : Le Caméléon, de Jean-Paul Salomé
- 2013 : Le Déclin de l'empire masculin de Angelo Cianci, téléfilm